# 마타팔로넓적코박쥐
마타팔로넓적코박쥐(Platyrrhinus matapalensis)는 주걱박쥐과(신세계잎코박쥐과)에 속하는 남아메리카 박쥐의 일종이다. 중간 크기의 박쥐로 전체 몸길이는 56~65mm, 전완장은 37~39mm, 발 길이는 10~13mm이다. 귀 길이는 16~19mm이고 몸무게는 최대 20g이다. 에콰도르 서부와 페루 북서부 지역에 널리 분포한다. 해수면과 해발 800m 사이의 일차림과 이차림에서 서식한다.